# Rhinoptera adspersa
Rhinoptera adspersa är en rockeart som beskrevs av Müller och Henle 1841. Rhinoptera adspersa ingår i släktet Rhinoptera och familjen örnrockor. Inga underarter finns listade i Catalogue of Life.